# Ommatius retrahens
Ommatius retrahens là một loài ruồi trong họ Asilidae. Ommatius retrahens được Walker miêu tả năm 1858. Loài này phân bố ở miền Australasia.